# Беседы с петербургским Сократом
Беседы с петербургским Сократом (1888—1898) — главный труд русского философа-спиритуалиста А. А. Козлова, содержащий систематическое изложение его взглядов. Труд написан в форме философских диалогов, центральным персонажем которых является некто Сократ с Песков, излагающий собственные воззрения автора. Диалоги, подписанные псевдонимом Платон Калужский, были опубликованы с 1888 по 1898 год в издававшемся Козловым журнале «Своё слово». Изложенное в них философское мировоззрение является разновидностью спиритуализма, или метафизического персонализма, и развивает основные идеи Г. Тейхмюллера; от сочинений последнего «Беседы» отличаются простотой изложения и достоинствами художественного стиля. По оценке П. Е. Астафьева, труд Козлова «по своей глубине, стройности, продуманности и силе выражения напоминает создания философской мысли лучшей поры её развития».

## История создания

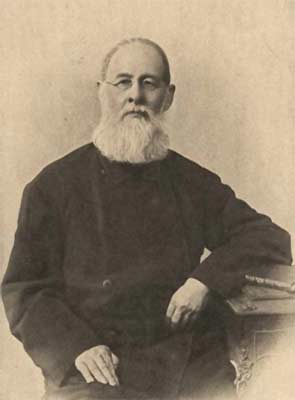
А. А. Козлов

Алексей Александрович Козлов, выпускник историко-филологического факультета Московского университета, был учителем русского языка и словесности и бойким публицистом. В молодости он увлекался революционными и социалистическими учениями и даже отбывал тюремный срок в Петропавловской крепости. Будучи выслан из столиц, он поселился в имении жены в Калужской губернии и занялся сельским хозяйством. Здесь, в возрасте 40 лет, Козлов заинтересовался философией Шопенгауэра и начал систематически изучать философские науки. Будучи человеком большой энергии, он быстро овладел предметом и в 1876 г. начал преподавать философию в киевском университете св. Владимира, а в 1879 г., в возрасте 48 лет, получил звание профессора. В эти годы вышли первые философские работы Козлова, посвящённые, главным образом, историко-философским вопросам. Первое время Козлов выступал в качестве сторонника Шопенгауэра, однако со временем стал склоняться к метафизике Лейбница и его последователей, из которых на первое место ставил дерптского профессора Г. Тейхмюллера. В 1886 г. философ пережил апоплексический удар, в результате которого одна половина его тела была парализована. Лишённый способности самостоятельно передвигаться, Козлов оставил преподавание и сосредоточил все силы на литературной деятельности. По свидетельству Е. А. Боброва, болезнь не ослабила умственных сил философа; лучшие произведения Козлова появились именно в этот период жизни. В 1888 г. он начал издавать философский журнал «Своё слово», все статьи которого, подписанные разными псевдонимами, были написаны им самим. Центральное место в журнале занимали «Беседы с петербургским Сократом» — философские диалоги, в которых Козлов развивал своё новое мировоззрение, основанное на идеях Тейхмюллера. Своё учение Козлов называл панпсихизмом; ключевой идеей этого учения была субстанциональность человеческого «я», которое рассматривалось как образец всякой субстанции. Основное содержание «Бесед» было посвящено проблемам теории познания и метафизики, в них подробно разбирались понятия бытия, субстанции, пространства и времени. Идеи автора излагал главный персонаж диалогов, Сократ с Песков, а его собеседники, заимствованные из романов Достоевского, отстаивали альтернативные философские воззрения. Всего за период 1888-1898 гг. вышло 5 выпусков «Своего слова», в которых содержалось 18 «Бесед».

## Действующие лица
- Сократ Иванович, или Сократ с Песков — главный персонаж диалогов, философ-самоучка, развивает идеи автора.
- Калганов — приятель Сократа, обыватель, рассуждает с точки зрения наивного реализма.
- Красоткин — врач-материалист, непримиримый оппонент Сократа.
- Шугаев — главный оппонент Сократа, сторонник позитивной философии Юма, Милля и Бэна.
- Поспелов — профессор-позитивист, представитель университетской философии.
- Серебрякова — курсистка, склоняется к материализму Красоткина.
- Синайский — студент духовной академии, союзник Сократа.
- Карамазов Алексей — союзник и единомышленник Сократа.
- Карамазов Иван (Гранжан) — брат Алексея Карамазова.
- Карамазова — жена Алексея Карамазова, союзница Сократа.
- Платон Калужский («Я») — вымышленный автор диалогов, последователь Шопенгауэра.
- Дочь Сократа — дочь Сократа с Песков, девица.

## Текст книги
- Первая беседа с петербургским Сократом (понятие субстанции) // Своё слово. Киев. 1888. № 1. С. 3—23.
- Вторая беседа с петербургским Сократом (понятие субстанции) // Своё слово. Киев. 1888. № 1. С. 24—46.
- Третья беседа с петербургским Сократом (сознание и духовная субстанция) // Своё слово. Киев. 1888. № 1. С. 47—81.
- Четвёртая беседа с петербургским Сократом (понятие бытия) // Своё слово. Киев. 1889. № 2. С. 5—36.
- Пятая беседа с петербургским Сократом (понятие бытия) // Своё слово. Киев. 1889. № 2. С. 37—57.
- Шестая беседа с петербургским Сократом (понятие бытия) // Своё слово. Киев. 1889. № 2. С. 58—109.
- Седьмая беседа с петербургским Сократом // Своё слово. Киев. 1890. № 3. С. 7—21.
- Восьмая беседа с петербургским Сократом // Своё слово. Киев. 1890. № 3. С. 22—55.
- Девятая беседа с петербургским Сократом //Своё слово. Киев. 1890. № 3. С. 57—86.
- Десятая беседа с петербургским Сократом // Своё слово. Киев. 1890. № 3. С. 87—114.
- Одиннадцатая беседа с петербургским Сократом (понятие пространства) // Своё слово. С.-Петербург. 1892. № 4. С. 1—21.
- Двенадцатая беседа с петербургским Сократом (понятие пространства) // Своё слово. С.-Петербург. 1892. № 4. С. 22—46.
- Тринадцатая беседа с петербургским Сократом (вопрос о пространстве кривом и более чем трех измерений) // Своё слово. С.-Петербург. 1892. № 4. С. 47—68.
- Четырнадцатая беседа с петербургским Сократом (постоянно находящиеся в тесной связи с идеей пространства: созерцание, априорность, вещь сама в себе и проч.) // Своё слово. С.-Петербург. 1892. № 4. С. 69—122.
- Пятнадцатая беседа с петербургским Сократом (понятие движения) // Своё слово. С.-Петербург. 1898. № 5. С. 1—18.
- Шестнадцатая беседа с петербургским Сократом (понятие движения) // Своё слово. С.-Петербург. 1898. № 5. С. 19—32.
- Семнадцатая беседа с петербургским Сократом (понятие материи) // Своё слово. С.-Петербург. 1898. № 5. С. 33—54.
- Восемнадцатая беседа с петербургским Сократом (понятие материи и причинности) // Своё слово. С.-Петербург. 1898. № 5. С. 55—72.